# MC Lyte
MC Lyte, de son vrai nom Lana Michele Moorer, née le 11 octobre 1970 à Brooklyn, New York, est une rappeuse américaine. Elle se popularise à la fin des années 1980, devenant la première rappeuse en solo à publier un album, Lyte as a Rock, acclamé par la presse spécialisée. Elle a longtemps été considérée comme une rappeuse féministe,,

## Biographie

### Jeunesse
MC Lyte est née Lana Michelle Moorer le 11 octobre 1970. Élevée à Brooklyn, Lyte commence à chanter à l'âge de 12 ans et commence sa carrière en 1986 avec le duo hip hop Audio Two composé de Milk D et de DJ Giz qu'elle considère comme ses frères car ils ont grandi ensemble. Nat Robinson le père de AUdio Two a créé un label pour eux le label First Priority. Elle est l'une des premières stars du rap féminin.

### Carrière

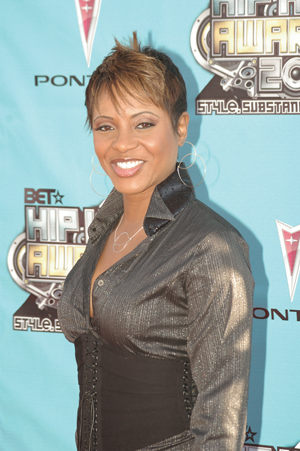
MC Lyte à Atlanta en 2007.

En 1987, à 17 ans, Lyte prend des cours de rîmes avec d'autres MCs ; à cette période, elle améliore ses prouesses musicales, avec un total de dix albums à son actif. En septembre l'année suivante, elle publie son premier album, Lyte as a Rock, noté pour des singles à succès comme Paper Thin et la battle rap 10% Dis, une réponse d'Antoinette. Lyte suit avec Eyes on This en 1989 qui contient les hits Cha Cha Cha et Cappucino. Les deux albums sont notables pour leurs paroles non censurées. Elle adoucit sa musique avec la sortie de son album Act Like You Know, noté pour sa sonorité new jack swing et son single Poor Georgie. Le quatrième album de Lyte, Ain't No Other publié en 1993, est son premier à être certifié disque d'or. Le titre Ruffneck le mène à une nomination d'un Grammy dans la catégorie de « meilleur single rap », et MC Lyte devient la toute première MC nommée pour un Grammy. Elle travaille ensuite avec des artistes comme Janet Jackson et Brandy (I Wanna Be Down (Remix) – Brandy (feat. MC Lyte, YoYo & Queen Latifah)).
La chanson de MC Lyte, My Main Aim, est le titre principal du jeu vidéo NBA Live 2005 publié par EA Sports. En 2005, elle publie deux chansons produites par Richard « Wolfie » Wolf intitulées Can I Get It Now et Don't Walk Away (avec Meechie). En 2007, elle publie une chanson intitulée Mad at Me et, en 2008, deux chansons intitulées Juke Joint et Get Lyte.
Dear John (en featuring avec Common et 10Beats) est publié le 9 septembre 2014 comme lead single extrait du huitième album de MC Lyte, et atteint la troisième place des Billboard Twitter Trending 140. Après douze ans d'absence en matière d'albums, elle publie son huitième album, Legend le 18 avril 2015. Ball (en featuring avec Lil Mama et AV) et Check sont aussi des singles de l'album.

## Discographie

### Albums studio
- 1988 : Lyte as a Rock
- 1989 : Eyes on This
- 1991 : Act Like You Know
- 1993 : Ain't No Other
- 1996 : Bad as I Wanna B
- 1998 : Seven and Seven
- 2003 : Da Undaground Heat, Vol. 1
- 2015 : Legend

### Remix
- 1997 : Badder Than B-Fore

### Compilations
- 2001 : The Very Best of MC Lyte
- 2003 : The Shit I Never Dropped
- 2005 : Rhyme Masters

### Singles
- 1988 : Paper Chin
- 1989 : Cha Cha Cha
- 1989 : Capuchino
- 1991 : When in Love
- 1991 : Poor Georgie
- 1992 : Eyes Are the Soul
- 1992 : Ice Cream Dream
- 1993 : Ruffneck
- 1993 : I Go On
- 1996 : Keep On, Keppin On (featuring Escape)
- 1997 : Cold Rock a Party (featuring Missy Elliot et Puff Daddy)
- 1997 : Everyday
- 1998 : I Can't Make a Mistake
- 1998 : It's All Yours (featuring Gina Thomson)
- 2003 : Ride Wit Me
- 2003 : Fighting Temptations (featuring Beyoncé, Missy Elliot et Free)

## Filmographie
- 2004 : Ma famille d'abord : elle-même
- 2017 : Patti Cake$ : DJ French Tips
- 2017 : S.W.A.T. - saison 1, épisode 11 - Au cœur de Korea Town : Agent Katy Walsh
- 2018 : ´´Power’’ : I don’t remember